# Dugout

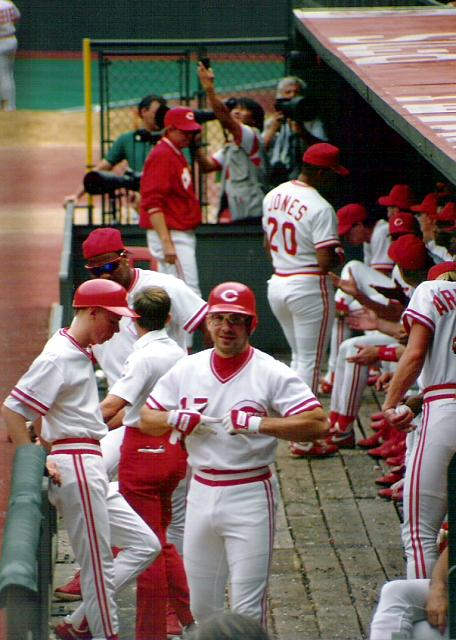
Il dugout dei Cincinnati Reds nel 1991

Nel baseball, il dugout è l'area della panchina di una squadra, localizzata in territorio di foul tra casa base e la prima o la terza base. Sul diamante, ci sono due dugout, uno per la squadra di casa e uno per gli ospiti. In generale, il dugout è occupato da tutti i giocatori che non devono essere sul diamante in un determinato momento della partita, insieme al manager, agli allenatori e ad altro personale autorizzato dalla lega. Nel dugout viene tenuto l'equipaggiamento dei giocatori (guanti, mazze, caschetti, l'equipaggiamento del ricevitore, ecc.).
Il manager, con l'aiuto dei suoi assistenti, definisce la strategia offensiva dal dugout, mandando segnali gestuali ai suggeritori di prima e terza base. Per evitare che la strategia venga capita dagli avversari, ogni squadra usa dei segnali gestuali differenti.

## Origini

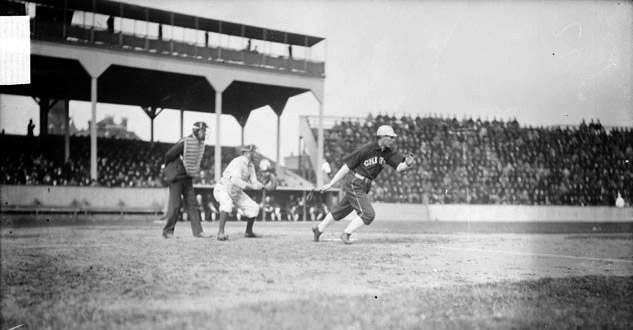
Un'azione di gioco al West Side Park di Chicago nel 1905. Sullo sfondo si possono vedere le panchine a livello del terreno.

La teoria più accreditata del perché il dugout sia posto più in basso del livello del diamante, è che in questo modo gli spettatori seduti dietro al dugout possono vedere l'area del piatto di casa. Dato che la maggior parte dell'azione avviene nei pressi di casa base, era importante permettere agli spettatori di vedere questa parte del campo.
Non tutti i dugout si trovano sotto il livello del diamante. Nella Major League, gli stadi che hanno il dugout a livello del terreno sono quelli polivalenti per semplificare la conversione dalla configurazione per il baseball a quella per altri sport. In questi stadi, l'area degli spalti è più in alto del terreno, in modo che il dugout non ostruisca la visuale. I dugout sono a livello terreno anche nella maggior parte degli stadi amatoriali, poiché posizionarli sotto il livello del terreno avrebbe un costo proibitivo. In questi casi, il termine "dugout" e "panchina" vengono usati indifferentemente.

## Variazioni
La maggior parte degli stadi professionali e collegiali hanno i dugout posti sotto il livello del terreno, con gradinate in cemento per permettere ai giocatori di assistere alle azioni di gioco. Alcuni dugout hanno una recinzione a livello del terreno, detta "lip" ("labbro").
Nella maggior parte degli stadi della Major League Baseball, così come in molti stadi della Minor League, il dugout è direttamente collegato agli spogliatoi da un tunnel.
Il Cardines Field, stadio dei Newport Gulls, ha entrambi i dugout situati sullo stesso lato, vicino alla prima base.

## Regole ufficiali
La regola 3.17 della MLB specifica che «nessuno, a eccezione di giocatori, sostituti, manager, suggeritori, massaggiatori e batboys, potrà stare in panchina nel corso della partita». La regola stabilisce inoltre che i giocatori sulla lista infortunati — e quelli non inseriti nell'elenco dei partecipanti alla partita — possono stare nel dugout, ma non possono entrare in campo in alcun momento della partita. I giocatori e gli allenatori che sono stati espulsi dalla partita non possono rimanere nel dugout.
A differenza di altri sport, in cui se una palla o disco entra nell'area di panchina è una palla morta e non più in gioco, nel baseball è possibile che la pallina sia in gioco anche se si trova nell'area del dugout. La regola 6.05(a) dichiara che un difensore può allungarsi nel dugout per prendere una pallina al volo, ma almeno uno dei piedi deve trovarsi sul terreno di gioco e non deve toccare il pavimento del dugout mentre effettua la presa; se, una volta effettuata la presa, il difensore non riesce a restare nel terreno di gioco, la palla è morta e i corridori possono avanzare di una base.
Una palla in gioco che entra nel dugout diventa una palla morta e il battitore-corridore e tutti i corridori possono avanzare di una base. Tuttavia, se una palla viva rimbalza contro la recinzione del dugout è ancora in gioco (a meno che non sia una palla foul); dato che il dugout si trova interamente in territorio di foul, una palla viva che entra nel dugout è generalmente dovuta a un errore di lancio del team difensivo.

## Scelta del dugout nella MLB

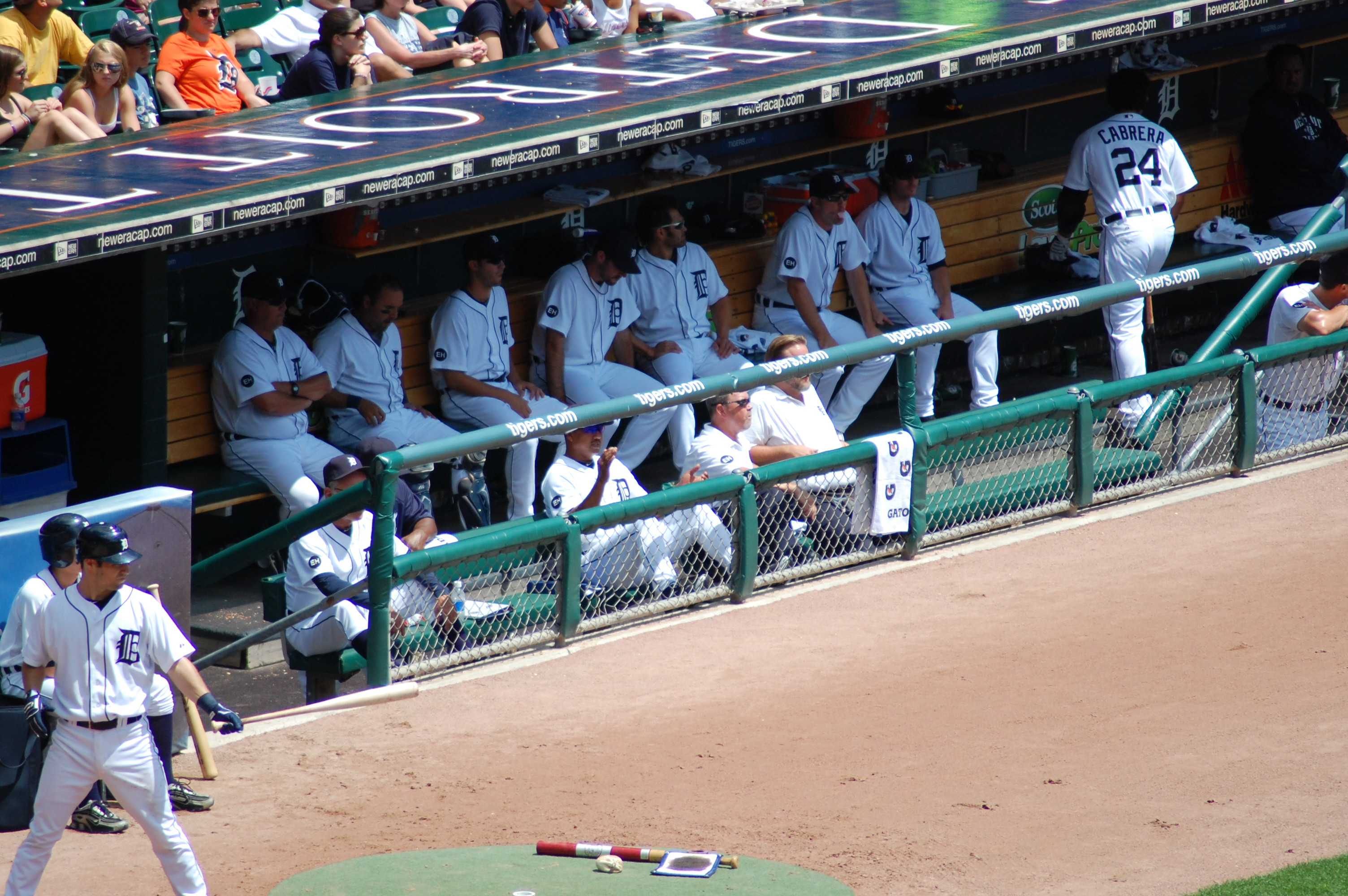
Il dugout dei Detroit Tigers al Comerica Park si trova sul lato della terza base

La scelta di quale squadra occupi quale dugout è puramente arbitraria; il regolamento ufficiale della MLB non ha alcuna regola al riguardo.
In passato, l'allenatore svolgeva anche il ruolo di suggeritore di terza base, quindi avere il dugout sul lato della terza base significava che l'allenatore doveva fare meno strada tra un inning e l'altro.